# Chavannes-le-Veyron
Chavannes-le-Veyron − miejscowość i gmina (commune) w zachodniej Szwajcarii, w kantonie Vaud, w okręgu (district) Morges. Leży nad rzeką Veyron.   

## Demografia
W Chavannes-le-Veyron mieszkają 163 osoby. W 2021 roku 12,3% populacji gminy stanowiły osoby urodzone poza Szwajcarią.